# Hold Tight (canción de Madonna)
«Hold Tight» es una canción interpretada por la cantante estadounidense Madonna e incluida en su decimotercer álbum de estudio, Rebel Heart (2015). La cantante compuso y produjo la canción con ayuda de Diplo, MoZella, Toby Gad, Ariel Rechtshaid y MNEK en la composición. Una maqueta del tema se filtró en Internet el 22 de diciembre de 2014, y Madonna publicó la versión final el 9 de febrero de 2015 a través de la tienda iTunes Store. Posteriormente, fue enviada a las estaciones de radio italianas el 24 de julio de 2015 como el tercer sencillo de Rebel Heart en ese país.
«Hold Tight» es una balada pop que incorpora tambores militares, teclados atmosféricos y florituras de electrónica en su instrumentación. La letra trata sobre el amor triunfando en tiempos difíciles, con un mensaje de aferrarse unos a otros y ser fuerte. En términos generales, obtuvo reseñas variadas de los críticos y periodistas musicales, quienes elogiaron el estribillo y la consideraron como una de las más destacadas del disco, mientras que otros la llamaron genérica y aburrida. Desde el punto de vista comercial, logró un éxito moderado en varios países europeos y alcanzó el top 40 en España, Finlandia y Hungría.

## Antecedentes y lanzamiento
En un principio, Madonna tenía previsto publicar su decimotercer álbum de estudio, Rebel Heart, en marzo de 2015, con su primer sencillo estrenado el día de San Valentín del mismo año. Sin embargo, entre noviembre y diciembre de 2014, quince maquetas de las canciones del disco se filtraron a Internet, lo que llevó a la cantante a lanzar seis canciones completas en iTunes como pedido anticipado para el álbum el 20 de diciembre de 2014. Tres días después, otros catorce temas se filtraron en línea, incluido un demo de «Hold Tight». El 9 de febrero de 2015, Madonna lanzó otras tres canciones: la versión finalizada de «Hold Tight», «Iconic» y «Joan of Arc», así como la lista de canciones del álbum.
Después de su lanzamiento completo, algunos sitios web especularon que Ryan Tedder era el productor de la canción, debido a que anteriormente había confirmado que estaba trabajando en material para Rebel Heart y afirmó eran «las mejores canciones de [Madonna] en más de una década» y que eran «realmente difíciles de explicar». Sin embargo, las aportaciones de Tedder no aparecieron en los créditos finales del álbum, aunque los rumores aseguraban que era el productor principal de «Hold Tight». Más tarde, se rumoró que Diplo era el productor, pero finalmente se confirmó en el sitio web oficial de Madonna que ella misma había producido la canción. «Hold Tight» fue seleccionado como el tercer sencillo de Rebel Heart en Italia y fue enviado a las estaciones de radio del país el 24 de julio de 2015.

## Grabación y composición
«Hold Tight» fue compuesta y producida por Madonna, con composición adicional de Diplo, Toby Gad, MoZella, Ariel Rechtshaid y MNEK; este último también proporcionó coros. Demacio «Demo» Castellon y Nick Rowe fueron los ingenieros de sonido, mientras que Castellon y Mike Dean realizaron la mezcla. Angie Teo se encargó de la grabación y Ron Taylor de la edición con Pro Tools. La grabación del tema tuvo lugar en cuatro ciudades diferentes: The Ritz (Moscú), Hotel Grand Marina (Barcelona) y Patriot Studios (Denver / Venice).
MNEK recordó que estaba trabajando con el dúo inglés Gorgon City en 2014 cuando ellos le recomendaron a Diplo para que trabajara en Rebel Heart. Juntos empezaron con una idea para «Hold Tight», que a Madonna le gustó. Después de terminar de escribir la letra, la cantante invitó a MNEK al estudio de grabación para terminar su producción. El rapero se mostró satisfecho con el resultado y describió las sesiones como «geniales». Además, recordó que la artista le dio dulces de chocolate con mantequilla de maní en el estudio.
«Hold Tight» es una balada pop «reflexiva y sombría», y cuenta con teclados atmosféricos, tambores militares y florituras de electrónica en colores pastel en la instrumentación. El estribillo «galopa eufóricamente sobre un arpegio centelleante, seguido por un silbido de Juno», que según Amy Pettifer de The Quietus es reminiscente a la canción «Running Up That Hill» de Kate Bush. John Marrs de Gay Times señaló que los sintetizadores recuerdan a «Forbidden Love», de Confessions on a Dance Floor (2005), y los «instrumentos eufóricos» a la banda británica Faithless. La letra trata sobre aferrarse unos a otros y ser fuerte, y Madonna canta acerca de estar «marcada emocionalmente». Adam R. Holz de Plugged In comentó que impregna el mismo contenido lírico que «Living for Love», mientras que Pettifer señaló que es «un himno electrizante de la supervivencia hombro con hombro que es colectivo y comunitario, en lugar de ser íntimo y romántico».

## Recepción

### Crítica
Joe Lynch de Billboard describió la canción como «una pista inmediatamente familiar con un estribillo épico y llamativo». Lewis Corner de Digital Spy dio énfasis al «espacio que se le da a la voz de Madonna para brillar, algo que nos gustaría escuchar más a menudo». Lauren Murphy de The Irish Times la describió como una canción «pop de la vieja escuela» y la seleccionó como una de las más destacadas del disco. John Marrs de Gay Times afirmó que la versión final guardaba similitudes con el demo y notó que «cuando la melodía es tan exuberante como esta, ella podría estar cantando una receta del libro de cocina de Mary Berry en la medida en que nos importa». Amy Pettifer de The Quietus la vio como una versión de «Whenever, Wherever» de Shakira «vista a través de la lente turbia de una generación perdida».
Sam C. Mac de Slant Magazine llamó al tema un «relleno del álbum perfectamente aceptable, líricamente versátil que brevemente se convierte en algo emocionante cuando amenaza con convertirse en un pisotón de góspel». Sin embargo, Mac señaló que «no sería particularmente lamentable si no fuera por el hecho de que hay tantas opciones mejores para la edición estándar del álbum que han sido relegadas a pistas adicionales». Ludovic Hunter-Tilney de Financial Times la calificó como una balada «aburrida», y Saeed Saeed de The National pensó que «es la primera de unas pocas pistas que deberían haberse descartado», y criticó los «teclados atmosféricos» por «inducir al sueño». Evan Sawdey de PopMatters la consideró una de las «pistas poco memorables» del álbum y un «golpe genérico». Por último, Lydia Jenkins de The New Zealand Herald opinó que «Hold Tight» tiene «tan poca esencia [que] parece incorrecto llamarla una canción».

### Comercial
Luego de su lanzamiento digital el 9 de febrero de 2015 como «recompensa instantánea» por el pedido anticipado del álbum, «Hold Tight» ingresó en las listas de varios países. En el Reino Unido, no pudo entrar en el UK Singles Chart, pero alcanzó el puesto número 97 en su lista de descargas digitales. También ocupó el número 92 en el conteo oficial de Francia. El sencillo alcanzó el top 40 en España y Hungría, como así también en Finlandia y Suecia.

## Posicionamiento en listas
| País (Lista 2015)         | Mejor posición |
| ------------------------- | -------------- |
| España (PROMUSICAE)       | 37             |
| Finlandia (Latauslista)   | 28             |
| Francia (SNEP)            | 92             |
| Hungría (Single Top 40)   | 27             |
| Reino Unido (UK Download) | 97             |
| Suecia (DigiListan)       | 34             |

## Historial de lanzamiento
| País   | Fecha               | Formato                | Discográfica          | Ref.   |
| ------ | ------------------- | ---------------------- | --------------------- | ------ |
| Italia | 24 de julio de 2015 | Contemporary hit radio | Universal Music Group | [ 11 ] |

## Créditos y personal

### Administración
- Webo Girl Publishing, Inc. (ASCAP) / Songs Music Publishing, LLC o/b/o I Like Turtles Music, Songs of SMP (ASCAP) / EMI April Music, Inc. Y Mo Zella Mo Music (ASCAP).
- Atlas Music Publishing o/b/o y Gadfly Songs (ASCAP) / Digital Teddy Ltd. (Copyright Control) (PRS) / Jack Russell Music Limited (PRS).
- Grabado en The Ritz (Moscú), Hotel Grand Marina (Barcelona) y Patriot Studios (Denver / Venice).
- MNEK aparece cortesía de Virgin EMI Records, una división de Universal Music Operations.

### Personal
- Madonna: voz, composición, producción
- Diplo: composición
- MoZella: composición
- Toby Gad: composición
- Ariel Rechtshaid: composición
- Jimmy Austin: composición
- MNEK: compositor, coros
- Demacio «Demo» Castellon: ingeniería de sonido, mezcla, grabación
- Mike Dean: mezcla
- Nick Rowe: ingeniería
- Angie Teo: grabación adicional
- Ron Taylor: Pro Tools

Personal adaptado del sitio web oficial de Madonna.